# アントニオ・ラティン
アントニオ・ラティン（Antonio Ubaldo Rattín、1937年5月16日 - ）は、アルゼンチン出身の元サッカー選手、サッカー指導者。選手時代のポジションはミッドフィールダー。1950年代から1960年代にかけて所属クラブのボカ・ジュニアーズやアルゼンチン代表の中心選手として活躍したが、1966 FIFAワールドカップ準々決勝のイングランド代表戦において退場処分を受け、メディアから「ワールドカップ史上もっとも有名な男」と評された。

## 経歴

### クラブ
ブエノスアイレス州ティグレで生まれる。1955年、ボカ・ジュニアーズの下部組織に入団すると、1年後の1956年に19歳でトップチームに昇格し、同年9月9日に行われたCAリーベル・プレート戦でデビューをし（試合は2-1でボカの勝利）。それ以来、14年間に渡ってボカに在籍し、シルビオ・マルソリーニやアンヘル・クレメンテ・ロハスらと共に4度のリーグ優勝（1962年、1964年、1965年）に貢献、公式戦通算382試合に出場し28得点を記録した。
1970年7月27日に行われたCAバンフィエルド戦を最後に正式に引退し、12月10日に引退試合が行われた。 

### 代表

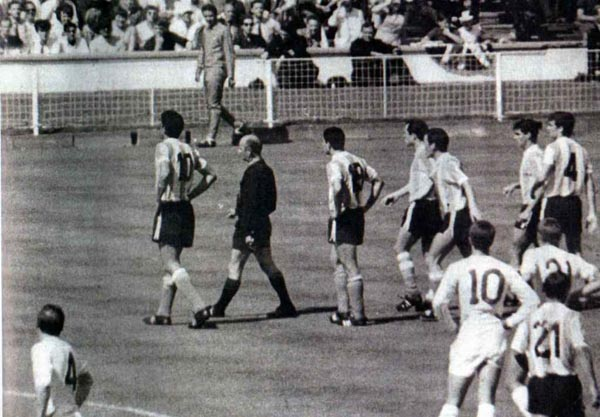
1966 FIFAワールドカップ準々決勝のイングランド代表戦で退場処分を受けるラティン。

アルゼンチン代表としては1959年に行われたチリ代表戦でデビュー。その後、1962年にチリで開催された1962 FIFAワールドカップに出場、1964年にブラジルで開催されたタッサ・ダス・ナソンイスでは優勝、1966年にイングランドで開催された1966 FIFAワールドカップでは主将として準々決勝進出、1967年にウルグアイで開催された南米選手権1967では準優勝に貢献するなど国際Aマッチ34試合に出場し1得点を記録した。 
ラティンの経歴を紹介する際に欠かすことのできない試合として、1966 FIFAワールドカップ準々決勝のイングランド代表戦が挙げられる。この試合は主審を務めたルドルフ・クライトラインが試合をコントロールできずに荒れた展開となり、判定に異議を唱えたラティンが35分に「非紳士的行為」という理由により退場処分を受けた。ラティンやアルゼンチン首脳陣はこの判定に納得せず10分間にわたって抗議を続け、一時は試合をボイコットする構えを見せたが、審判委員長のケン・アストンの仲裁で事態は収束した。この後、国際サッカー連盟から資格処分を受けたもののすぐに解除されたが、ラティンは「正しくない判定により私はすっかり有名人になった」と心境を語った。一方の当事者であるクライトラインは「スペイン語で何を語っているのかわからず、誤解をした」と弁明したとも、「言葉は分からずともラティンの表情を見れば十分だった」と語ったともいわれる。

### 引退後
引退後は古巣のボカの広報としてクラブのPRに務め、1970年代中盤から1980年代初頭にかけてはサッカー指導者としてAAエストゥディアンテス、ヒムナシア、古巣のボカを指揮した。1978年にはシェフィールド・ユナイテッドFCのスカウトを務めアレハンドロ・サベーラの獲得につなげた。 

## 人物
選手としては主にセンターハーフとしてプレーしたが、攻守両面にオールラウンドな能力を持ち、中盤を幅広く動きチームを牽引した。攻撃面の能力を生かすためWMフォーメーションのインナーを務めたことや、中盤をラティンに任せ4-1-5フォーメーションを採用したこともあった。こうしたプレースタイルからイングランドのサッカー指導者のジョー・マーサーはラティンを「偉大なフットボーラー」と評し、1966年のイングランド代表戦においてラティンが退場処分を受け批判を受けた後も評価を変えることがなかったという。
父親が電機会社を経営していたことから少年時代から仕事を手伝っており、プロデビュー時には仕事中の怪我のため包帯をつけてプレーをしていた。また、現役時代には副業として同僚のシルビオ・マルソリーニらと建築会社を経営したほか、不動産業など実業家としても活動していた。